# Bisbat d'Orizaba
El bisbat d'Orizaba (espanyol: Diócesis de Orizaba, llatí: Dioecesis Orizabensis) és una seu de l'Església Catòlica a Mèxic, sufragània de l'arquebisbat de Jalapa, i que pertany a la regió eclesiàstica Golfo. Al 2013 tenia 589.000 batejats sobre una població de 663.000 habitants. Actualment està regida pel bisbe Francisco Eduardo Cervantes Merino.

## Territori
La diòcesi comprèn 28 municipis de l'estat mexicà de Veracruz.
La seu episcopal és la ciutat d'Orizaba, on es troba la catedral de Sant Miquel Arcàngel.
El territori s'estén sobre 2.012 km², i està dividit en 43 parròquies.

## Història
La diòcesi va ser erigida el 15 d'abril de 2000 mitjançant la butlla Adiutorium ferre del Papa Joan Pau II, prenent el territori de l'arquebisbat de Jalapa.

## Cronologia episcopal
- Hipólito Reyes Larios (15 d'abril de 2000 - 10 d'abril de 2007 nomenat arquebisbe de Jalapa)
- Marcelino Hernández Rodríguez (23 de febrer de 2008 - 11 de novembre de 2013 nomenat bisbe de Colima)
- Francisco Eduardo Cervantes Merino, des del 2 de febrer de 2015

## Estadístiques
A finals del 2013, la diòcesi tenia 589.000 batejats sobre una població de 663.000 persones, equivalent al 88,8% del total.
| any  | població | població | població | sacerdots | sacerdots       | sacerdots       | sacerdots             | diaques | religiosos | religiosos | parròquies |
| ---- | -------- | -------- | -------- | --------- | --------------- | --------------- | --------------------- | ------- | ---------- | ---------- | ---------- |
| any  | batejats | total    | %        | total     | clergat secular | clergat regular | batejats por sacerdot | diaques | homes      | dones      |            |
| 2000 | 490.000  | 555.302  | 88,2     | 56        | 49              | 7               | 8.750                 |         | 7          | 185        | 35         |
| 2001 | 490.000  | 555.302  | 88,2     | 56        | 49              | 7               | 8.750                 |         | 7          | 185        | 35         |
| 2002 | 490.000  | 555.302  | 88,2     | 56        | 49              | 7               | 8.750                 |         | 7          | 185        | 35         |
| 2003 | 498.648  | 551.010  | 90,5     | 70        | 57              | 13              | 7.123                 |         | 20         | 168        | 40         |
| 2012 | 584.000  | 657.000  | 88,9     | 89        | 76              | 13              | 6.561                 |         | 18         | 123        | 43         |
| 2013 | 589.000  | 663.000  | 88,8     | 89        | 77              | 12              | 6.617                 |         | 16         | 120        | 43         |